# کبوتر نوک‌سرخ
 کبوتر نوک‌سرخ (نام علمی: Patagioenas flavirostris) نام یک گونه از سرده کبوتر میدانی آمریکایی است.